# Anna Krzeptowska-Żebracka
Anna Krzeptowska-Żebracka (* 26. Juli 1938 in Zakopane; † 1. Dezember 2017) war eine polnische Skilangläuferin.
Krzeptowska-Żebracka, die für Wisła Zakopane startete, kam im Februar 1960 bei ihrer einzigen Teilnahme an Olympischen Winterspielen in Squaw Valley auf den 20. Platz über 10 km. Zudem siegte sie bei den polnischen Meisterschaften dreimal mit der Staffel (1959–1961). Ihre Schwester Zofia Krzeptowska nahm im Skilanglauf an den Olympischen Winterspielen 1956 in Cortina d’Ampezzo teil.